# Gregor Fichtner

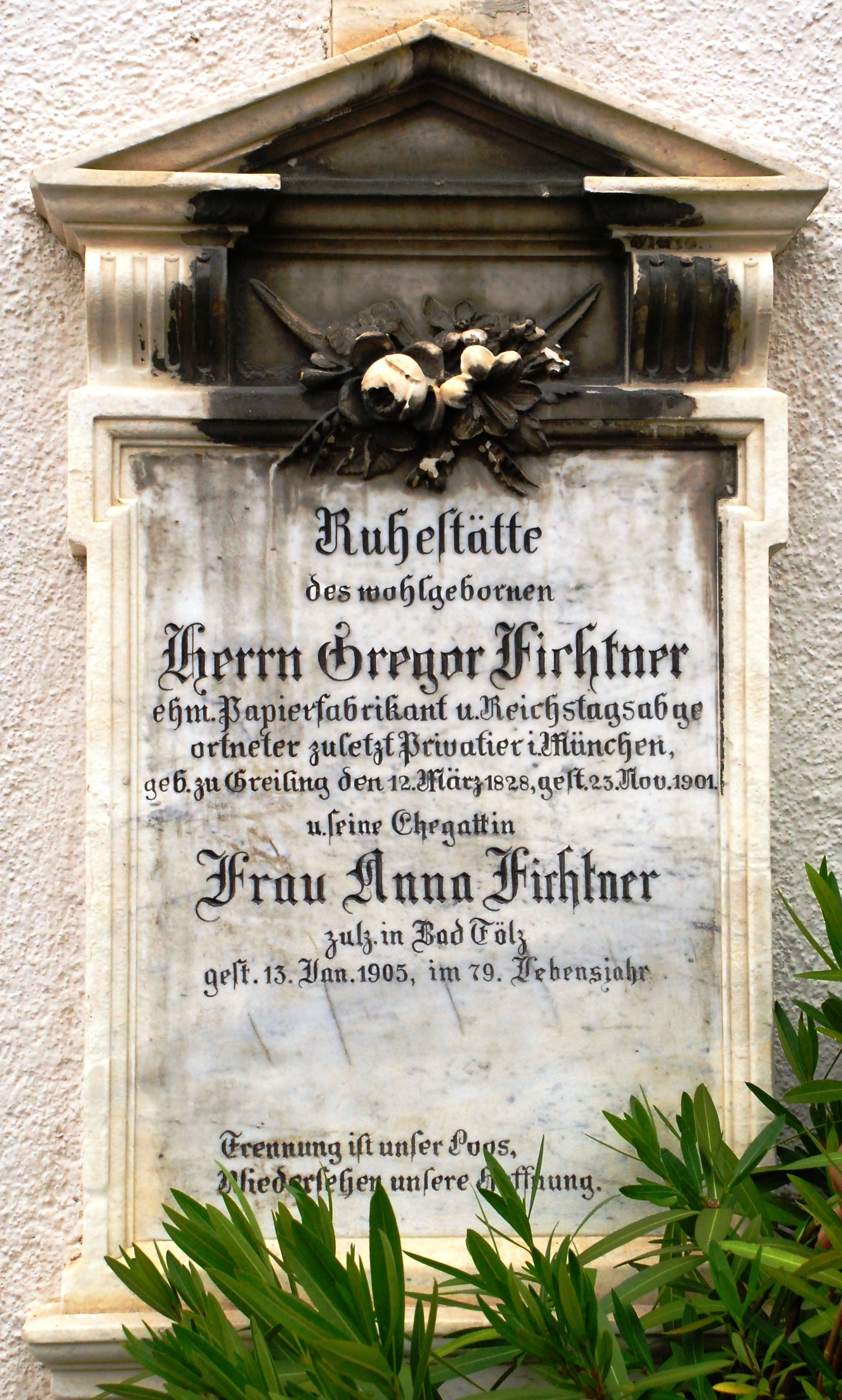
Grabtafel von Gregor Fichtner in Gmund am Tegernsee

Gregor Fichtner (* 16. März 1828 in Greiling; † 23. September 1901 in München) war Papierfabrikant und Mitglied des Deutschen Reichstags.

## Leben
Fichtner besuchte die Volksschule und kaufte 1854 die heute noch bestehende Büttenpapierfabrik in Gmund. 1883 installierte er dort die erste Papiermaschine, die noch heute in Betrieb ist. Gemäß Firmenangaben ist sie damit die älteste noch laufende Maschine Europas. Außerdem betätigte er sich noch in der Landwirtschaft und besaß auch eine Sägemühle.
Von 1878 bis 1884 war er Mitglied des Deutschen Reichstags für den Reichstagswahlkreis Oberbayern 7 (Rosenheim) und die Deutsche Zentrumspartei.